# Driopiteki (rodzina)
Driopiteki, dromorfy (Dryopithecidae) — duża i bardzo różnorodna rodzina kopalnych małp z epoki miocenu i wczesnego pliocenu, znana z licznych znalezisk na terenie Afryki Wschodniej, środkowej i południowej Europy i Azji. Najdokładniej poznane są driopiteki afrykańskie. Znaleziska driopiteków pozaafrykańskich są bardzo fragmentaryczne, bo reprezentowane prawie zawsze przez pojedyncze zęby i fragmenty szczęk. Z driopiteków wywodzą się niewątpliwie dzisiejsze antropoidy. Niektóre dane wykopaliskowe pozwalają przypuszczać, że z driopiteków wzięła swój początek również linia ewolucyjna wiodąca ku człowiekowatym.
W rodzinie wyróżniany jest rodzaj Dryopithecus.